# Оксипедия
„Оксипедия“ (на английски: Uncyclopedia, буквално: „Нециклопедия“), „енциклопедията без съдържание, която може да бъде редактирана от всеки“ е пародийна версия на „Уикипедия“, въпреки че „Оксипедия“ твърди обратното. Според сайта ѝ „Оксипедия“ е проект на фондация „Оксимедия“ – пародия на фондация „Уикимедия“.

## История
„Оксипедия“ е започната на 5 януари 2005 г. от Джонатан Хуанг и бързо надраства хостинга си. На 26 май 2005 г., Анджела Бийзли, вицепрезидент на „Уикия“, обявява, че „Уикия“ ще хоства „Оксипедия“, и че лиценза на сайта и името на домейна ще останат същите. Хуанг прехвърля собствеността на домейна „uncyclopedia.org“ на Уикия на 10 юли 2006 г.
Съдържанието на „Оксипедия“ е лицензирано под лиценза на Криейтив Комънс признание-некомерсиално-сподели споделеното 2.0. Към април 2007 г., англоезичната версия на „Оксипедия“ съдържа над 23 000 статии, което я прави един от най-големите уикисайтове, хоствани от „Уикия“.